# Asthenes virgata
Az Asthenes virgata a madarak (Aves) osztályának verébalakúak (Passeriformes) rendjébe és a fazekasmadár-félék (Furnariidae) családjába tartozó faj.

## Rendszerezése
A fajt Philip Lutley Sclater angol ornitológus írta le 1850-ben, Synallaxis nembe Synallaxis virgata néven. Egyes szervezetek a Siptornoides nembe sorolják Siptornoides virgatus néven, az áthelyezés még nem terjedt el igazán.

## Előfordulása
Dél-Amerikában, az Andokban, Peru területen honos. Természetes élőhelyei a szubtrópusi és trópusi magaslati cserjések és füves puszták. Állandó, nem vonuló faj.

## Megjelenése
Testhossza 18 centiméter.

## Életmódja
Valószínűleg magányosan vagy párban ízeltlábúakkal táplálkozik.

## Természetvédelmi helyzete
Az elterjedési területe nem nagy, egyedszáma ismeretlen. A Természetvédelmi Világszövetség Vörös listáján nem fenyegetett fajként szerepel.